# Trichocolletes latifrons
Trichocolletes latifrons là một loài Hymenoptera trong họ Colletidae. Loài này được Cockerell mô tả khoa học năm 1914.

## Hình ảnh

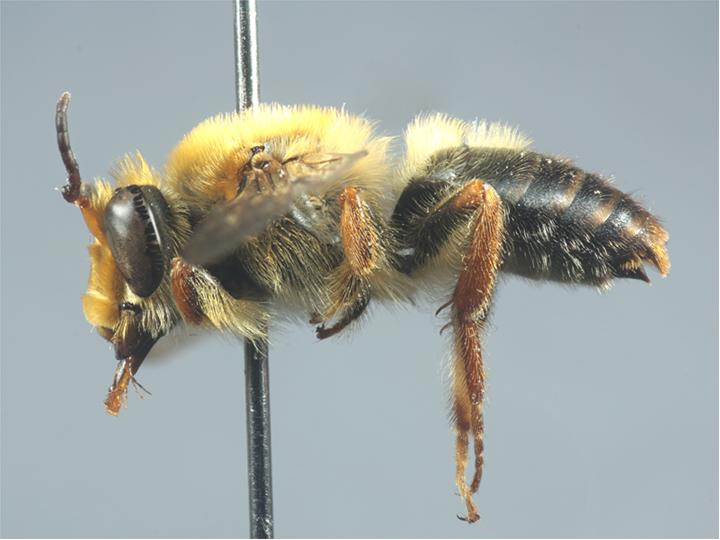